# Slaget ved Øksnebjerg
Slaget ved Øksnebjerg var et slag, der stod den 11. juni 1535, hvor Johan Rantzau besejrede lübeckerne. Slaget blev sammen med den dansk-svensk-preussiske flådestyrkes sejr over Lübecks flåde ved Svendborgsund afgørende for udfaldet af Grevens Fejde. Flåden var under ledelse af Peder Skram.
På mindestenen på stedet, Øksnebjergstenen, kan man læse nedenstående mindeord, der læses som rim i fire linjer forfattet af Johannes V. Jensen:
Her ramte Johan Rantzaus lyn

drev Hansa-vældet ud af Fyn

opsigelse fra samme stund

Papismen fik paa nordisk grund
med undertegningen "til minde om bøndernes frihedskamp rejstes 1935 denne sten".
Litterært er Slaget ved Øksnebjerg perifert behandlet af Johannes V. Jensen i kapitlet Tiden fra sidste del af romanen Kongens Fald.
Det sker gennem Gustav Trolles dødskamp, hvor det hedder:
| „ | Gustav Trolle — han fik et dødeligt Saar i Slaget ved Øksnebjærg og sank om. Han laa udstrakt paa Jorden i sin Bevæbning, jærnklædt fra Top til Taa, han følte sit Sind delt mellem Smærte og inderlig Gælde [...] Den sidste Nat fik han Lindring og brød ud i høje Klager. Han døde skrigende under et vildt Hurtigløb af alle Lemmer. | “ |